# Ministero federale per la famiglia, gli anziani, le donne e la gioventù
Il Ministero federale della famiglia, degli anziani, delle donne e della gioventù (in tedesco: Bundesministerium für Familie, Senioren, Frauen und Jugend, BMFSFJ), è un ministero del governo federale tedesco. Ha sede a Berlino con sede secondaria a Bonn. L'ultima ministra è stata Anne Spiegel della Alleanza 90/I Verdi, dimessasi l'11 aprile 2022.

## Storia
Il ministero federale della famiglia (Bundesministerium für Familienfragen) è stato creato nel 1953.
Nel 1969, è stato fuso con il Ministero federale della sanità per creare il Ministero federale della gioventù, delle donne e della salute (Bundesministerium für Jugend, Familie und Gesundheit).
Nel 1991, questo dipartimento è stato diviso. La salute diventa un portafoglio indipendente e le altre competenze sono riunite in due ministeri: il Ministero federale delle donne e della gioventù (Bundesministerium für Frauen und Jugend) e il Ministero federale della famiglia e degli anziani (Bundesministerium für Familie und Senioren).
Nel 1994, questi due dipartimenti si sono riuniti per formare l'attuale ministero.

## Funzioni
Il ministero è responsabile per:
- politica familiare;
- politica per gli anziani;
- politica dei diritti delle donne;
- politica per bambini e giovani;
- servizio civile;
- volontariato e assistenza sociale di beneficenza.

## Organizzazione
Il ministero è un'amministrazione federale suprema. Il bilancio federale stanzia al ministero 5,250 miliardi di euro per il 2007.
È organizzato in cinque sezioni:
- sezione 1: Sezione centrale;
- sezione 2: Famiglia, beneficenza, volontariato;
- sezione 3: Anziani;
- sezione 4: Pari opportunità;
- sezione 5: Infanzia e gioventù.

Il ministro federale è assistito da un segretario di Stato parlamentare e da un sottosegretario di Stato. Il delegato federale per il servizio civile (Bundesbeauftragter für den Zivildienst) è collegato al ministro.
La sede del ministero è a Berlino; ha anche una sede secondaria a Bonn, che ha più dipendenti.